# Municipio de Claridon (condado de Marion)
El municipio de Claridon (en inglés: Claridon Township) es un municipio ubicado en el condado de Marion en el estado estadounidense de Ohio. En el año 2010 tenía una población de 2742 habitantes y una densidad poblacional de 28,76 personas por km².

## Geografía
El municipio de Claridon se encuentra ubicado en las coordenadas 40°36′4″N 83°0′57″O / 40.60111, -83.01583. Según la Oficina del Censo de los Estados Unidos, el municipio tiene una superficie total de 95.35 km², de la cual 95.35 km² corresponden a tierra firme y (0%) 0 km² es agua.

## Demografía
Según el censo de 2010, había 2742 personas residiendo en el municipio de Claridon. La densidad de población era de 28,76 hab./km². De los 2742 habitantes, el municipio de Claridon estaba compuesto por el 96.46% blancos, el 0.73% eran afroamericanos, el 0.18% eran amerindios, el 1.31% eran asiáticos, el 0.04% eran isleños del Pacífico, el 0.26% eran de otras razas y el 1.02% pertenecían a dos o más razas. Del total de la población el 0.58% eran hispanos o latinos de cualquier raza.